# Wan Letian
Wan Letian (万乐天S, Wàn LètiānP; Nanchang, 12 agosto 2004) è una nuotatrice cinese, specializzata nel dorso.

## Carriera
Nel 2024, ai Giochi olimpici di Parigi, conquista la medaglia di bronzo nella 4x100 metri misti. L'anno successivo sale sul terzo gradino del podio anche nei 50 metri dorso ai mondiali di Singapore, alle spalle delle statunitensi Katharine Berkoff e Regan Smith.

## Palmarès
- Giochi olimpici

Parigi 2024: bronzo nella 4x100m misti.
- Mondiali

Singapore 2025: bronzo nei 50m dorso e nella 4x100m misti.